# Bassdrum
Bassdrum è un singolo del gruppo musicale tedesco Scooter in collaborazione con il rapper tedesco Finch Asozial, pubblicato il 5 giugno 2020 in formato digitale. La versione estesa è stata pubblicata un mese e mezzo dopo, il 24 luglio 2020. È il quinto brano del "Chapter Six" e non faceva parte di un album, anche se successivamente è stato incluso nel God Save the Rave del 2021.

## Storia
Nel febbraio 2020, Finch Asozial, il rapper tedesco, ha pubblicato la canzone "Scootermann". Il testo parla del desiderio di Finch di collaborare con gli Scooter, e del suo tentativo di contattare senza successo H.P. Baxxter, il frontman degli Scooter. Alla fine della canzone, H.P. risponde al telefono.
Come seguito naturale, è stata creata una collaborazione tra Finch e gli Scooter, registrata nel febbraio 2020. Tuttavia, a causa della pandemia di COVID-19, la pubblicazione e la performance dal vivo sono state posticipate. Alla fine di maggio, Michael Simon e H.P. hanno accennato alla pubblicazione di un nuovo singolo per il 5 giugno, confermata ufficialmente solo due giorni prima. Il brano è stato eseguito per la prima volta il 6 giugno durante un concerto drive-in.
Curiosamente, dopo "Lass Uns Tanzen", questa è la prima volta che vengono usate frasi in tedesco in un singolo degli Scooter; il testo è metà in tedesco e metà in inglese.
Il brano ha diviso i fan a causa dell'aspetto eccentrico di Finch Asozial (capelli lunghi, baffi, tuta) e del suo stile "crudo", così come per la semplicità della struttura del brano, considerata un passo indietro rispetto ai precedenti lavori degli Scooter. Altri hanno criticato il finale brusco del brano.

## Tracce
1. Bassdrum – 2:55
2. Bassdrum (Extended) – 4:16

## Videoclip
Il videoclip mostra i membri degli Scooter e Finch in varie scene registrate in studio.